# Amblyseius sijiensis
Amblyseius sijiensis är en spindeldjursart som beskrevs av Gupta 1986. Amblyseius sijiensis ingår i släktet Amblyseius och familjen Phytoseiidae. Inga underarter finns listade i Catalogue of Life.